# Karaszuk (Novoszibirszki terület)
Karaszuk (oroszul: Карасук) város Oroszország ázsiai részén, a Novoszibirszki területen, a Karaszuki járás székhelye.
Népessége: 28 586 fő (a 2010. évi népszámláláskor).

## Elhelyezkedése
Novoszibirszktől délnyugatra, a Kulunda-síkság északi részén, a Karaszuk folyó partján helyezkedik el. Vasúti csomópont az Omszk–Barnaul és a Tatarszk–Kulunda vonalak kereszteződésénél.

## Története
A falu a 18. század vége óta ismert volt. A mai település a Tatarszk–Kulunda vasútvonal építésekor, 1913-ban keletkezett, 1929-ben járási székhely, 1954-ben város lett.
Gazdasági életében a közeli Kulunda-tavak halászatára alapozott halfeldolgozó üzeme jelentős.